# Langar

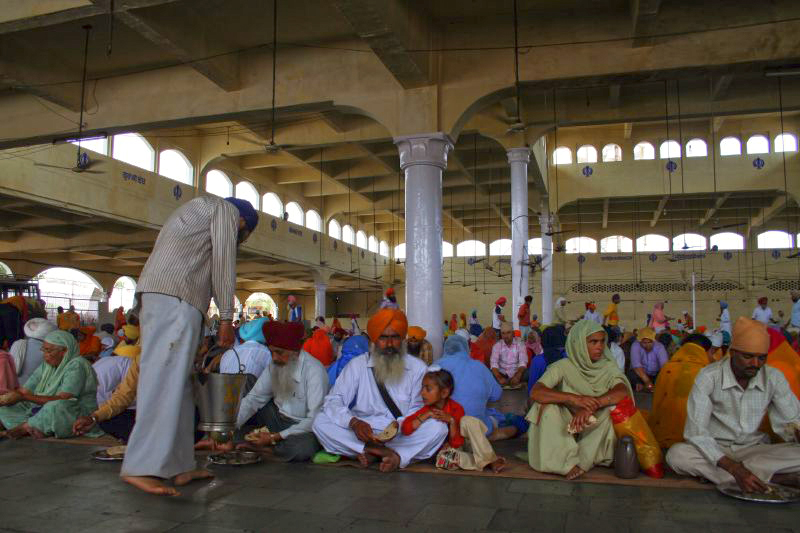
Langar im Keshgarh Sahib, Anandpur Sahib, Punjab

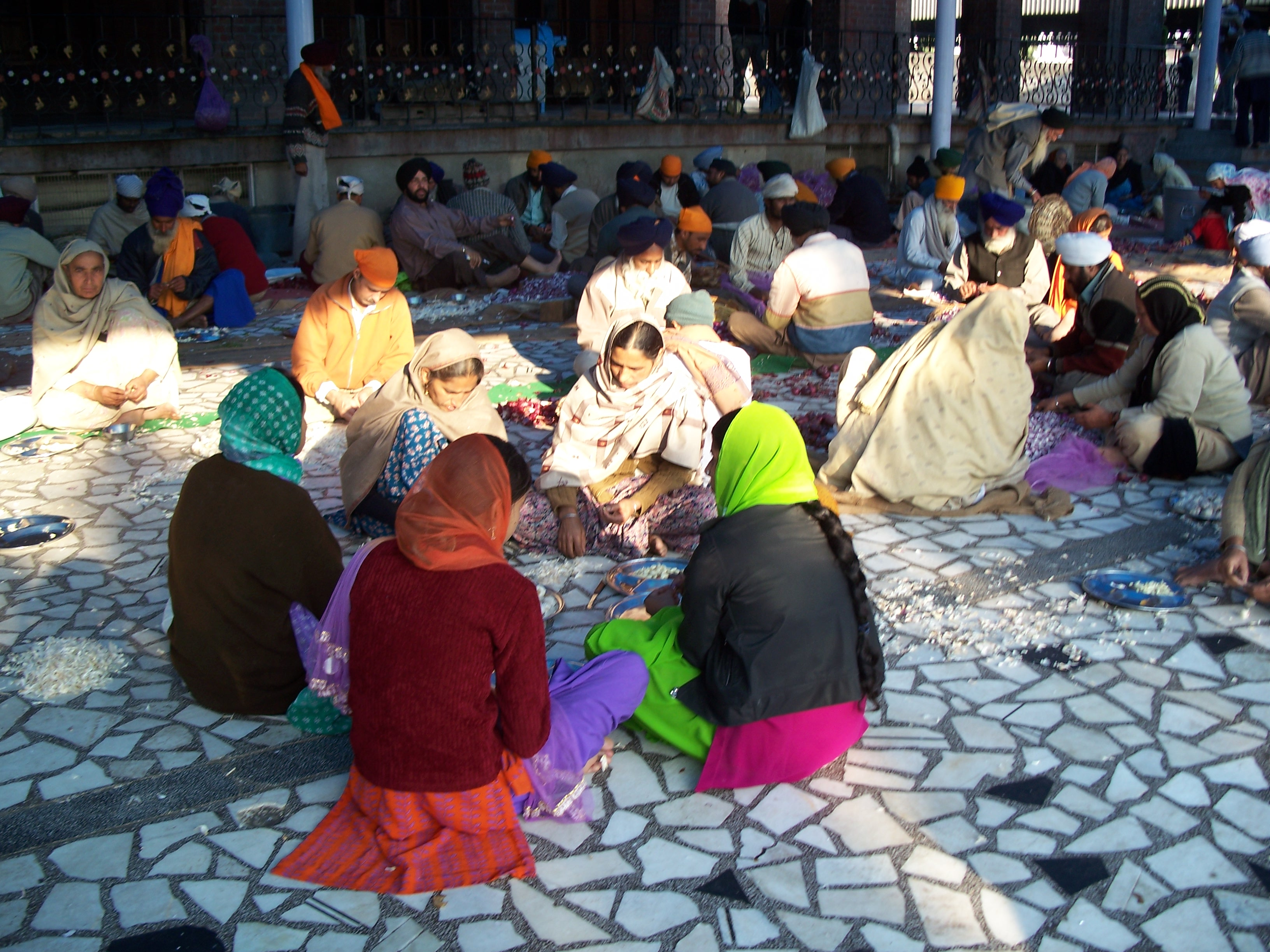
Frauen bereiten die Mahlzeiten im Harmandir Sahib vor

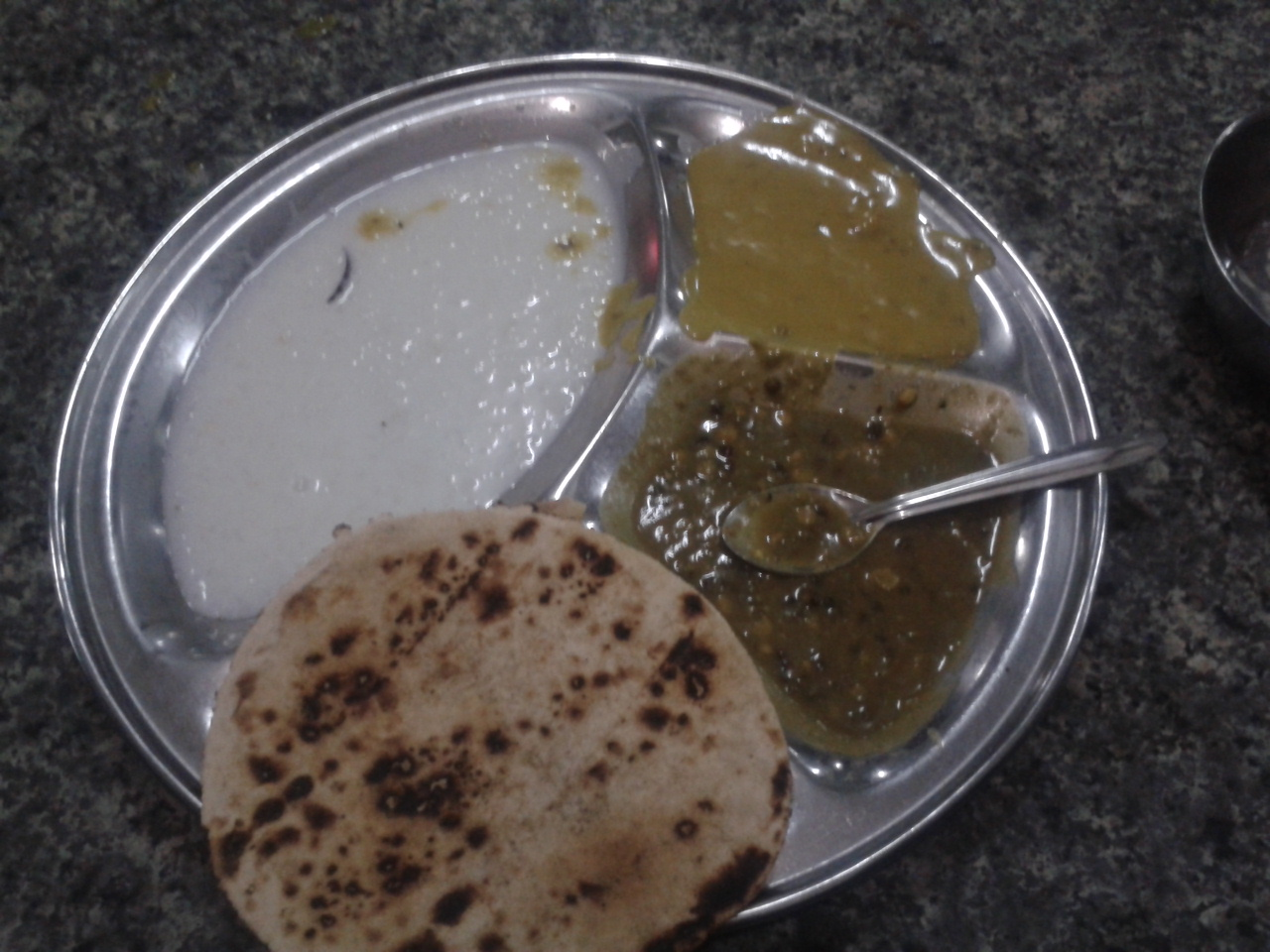
Langar-Mahlzeit im Harmandir Sahib

Ein Langar (Panjabi: ਲੰਗਰ) bezeichnet eine freie Küche, die an die Gurdwaras der Sikhs angeschlossen ist. Die Versammlung der Essenden wird auch als Pangat (Reihe) bezeichnet.

## Geschichte
Langars waren im Indien des 15. Jahrhunderts bereits durch religiöse Bewegungen wie Sufi-Orden und die Gorakhnath verbreitet. Guru Nanak Dev etablierte an seinem Wohnort Kartarpur ebenfalls eine solche Küche, als seine Jüngerschaft eine entsprechende Anzahl erreicht hatte. Da die Langars von ihm als elementarer Bestandteil der Gemeinschaft gewertet wurden, wurden sie an jedem neuen Ort, an dem sich eine Sikhgemeinschaft (Panth) gründete, eröffnet. Seit die Sikhs eigene Versammlungsräume haben, sind die Küchen ein fester Bestandteil davon.

## Organisation
Die Langars wurden schon von Anfang an durch Abgaben (in Geld oder Naturalien) finanziert, die früher und auch heute freiwillig sind. Heute ist es üblich, die Spenden in einem Kasten (Golak) am Eingang der Gurdwaras zu sammeln.
Die Mahlzeiten werden von Mitgliedern aus der Gemeinde als freiwilliger Dienst (Seva) vorbereitet und später an alle Anwesenden (auch Pilger und Gäste) ausgeteilt.

## Ziel
Das gemeinsame Essen soll ein Zeichen für die Gleichheit aller Menschen sein, da bei dem Mahl kein Unterschied zwischen dem finanziellen oder gesellschaftlichen Status der Personen gemacht wird. Dieser Grundsatz wird dadurch erlebbar, dass die Teilnehmer nebeneinander, auf dem Boden in Reihen sitzend ihre Mahlzeit einnehmen. Dies ist ein Schritt, um das Kastensystem aus den Köpfen der Menschen zu vertreiben und die Gleichheit der Menschen vor Gott zu verdeutlichen. Dies gilt auch für Religionsgrenzen. Besonders in Gegenden, in denen wenigstens teilweise ein Kastenwesen vorhanden ist, ist die Tischgemeinschaft eine Botschaft an die Umwelt, zugleich auch eine Abgrenzung vom Kastensystem.